# Agrotis inobstrusa
Agrotis inobstrusa är en fjärilsart som beskrevs av Walker 1870. Agrotis inobstrusa ingår i släktet Agrotis och familjen nattflyn. Inga underarter finns listade i Catalogue of Life.